# Alipi Petcherski
Alipi Petcherski ou Alimpi Petcherski ou Olympe des Grottes (en russe Али́пий ou Али́мпий Пече́рский) (environ 1050 - 1114) est un saint orthodoxe, mosaïste de Kiev, peintre d'icônes et orfèvre de la fin du XIe siècle, élève des maîtres grecs. Dans le calendrier julien il est fêté les jours du 17 août et du 28 septembre. Ses reliques se trouvent à la laure des Grottes de Kiev. C'est le premier peintre connu d'origine russe 

## Éléments biographiques et œuvres
La biographie d'Alipi « À propos du premier iconographe russe Alipi » (Chapitre 34 « Paterikon de la laure des Grottes de Kiev») se compose surtout de récits sur les miracles accomplis par lui ou produits par ses icônes. Alipi est envoyé par ses parents pour étudier l'art de l'icône près du supérieur igoumène Nikon Petcherski (ru). Il prononce ses vœux et aide le maître à décorer de mosaïque la cathédrale de la Dormition de la Laure des Grottes de Kiev. Comme moine, puis comme prêtre, Alipi peint de nouvelles icônes et restaure des anciennes. Selon la légende, de nombreuses œuvres d'Alipi ont été créées grâce à l'intervention de la Providence. Ainsi, selon la légende, alors qu'il est près de mourir et qu'il ne parvient pas à exécuter une commande d'icône, un ange lui apparait et réalise l'icône demandée en trois heures. Le peintre V. E. Raev a choisi ce miracle comme motif d'un tableau.
Aucune œuvre clairement identifiable de Alipi, n'a été conservée. Dans le Paterikon à son sujet il est question d'une déisis à cinq personnages ainsi que de deux icônes de sa main pour l'une des églises de Kiev. Le grand-prince Vladimir II Monomaque offrit une icône d'Alipi à la cathédrale de la Dormition (Rostov). Peut-être s'agit-il de l'Orante découverte en 1919 au monastère Spasski de Iaroslavl et conservée depuis à la galerie Tretiakov. Certaines icônes lui sont attribuées, comme l'icône de Notre-Dame du monastère de Sven.
Beaucoup d'icônes sont dans un tel état de conservation que toute appréciation de l'auteur de l'œuvre est impossible (sont citées des icônes de la cathédrale de la Dormition de Rostov et de la cathédrale de la Dormition de Moscou). 
Il est établi qu'Alipi a participé à la création de la mosaïque de la cathédrale de la Dormition de la laure des Grottes de Kiev, détruite par explosion en 1941 et reconstruite et consacrée en 2000.

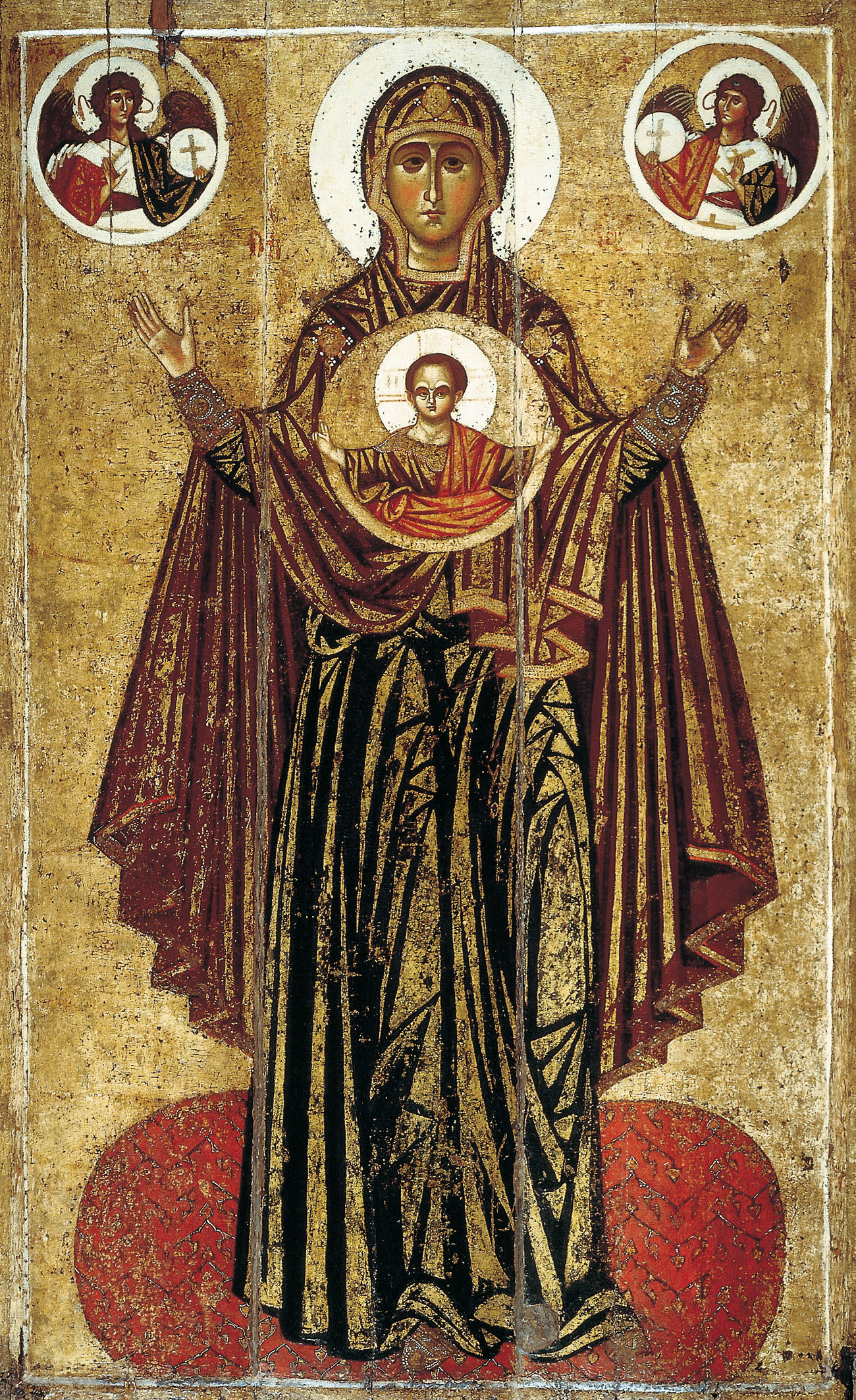
Orante d'Iaroslavl, attribuée parfois à Alipi.
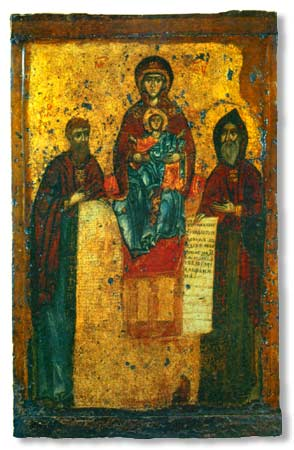
Vierge de Svenski attribuée à Alipi (?). (galerie Tretiakov).
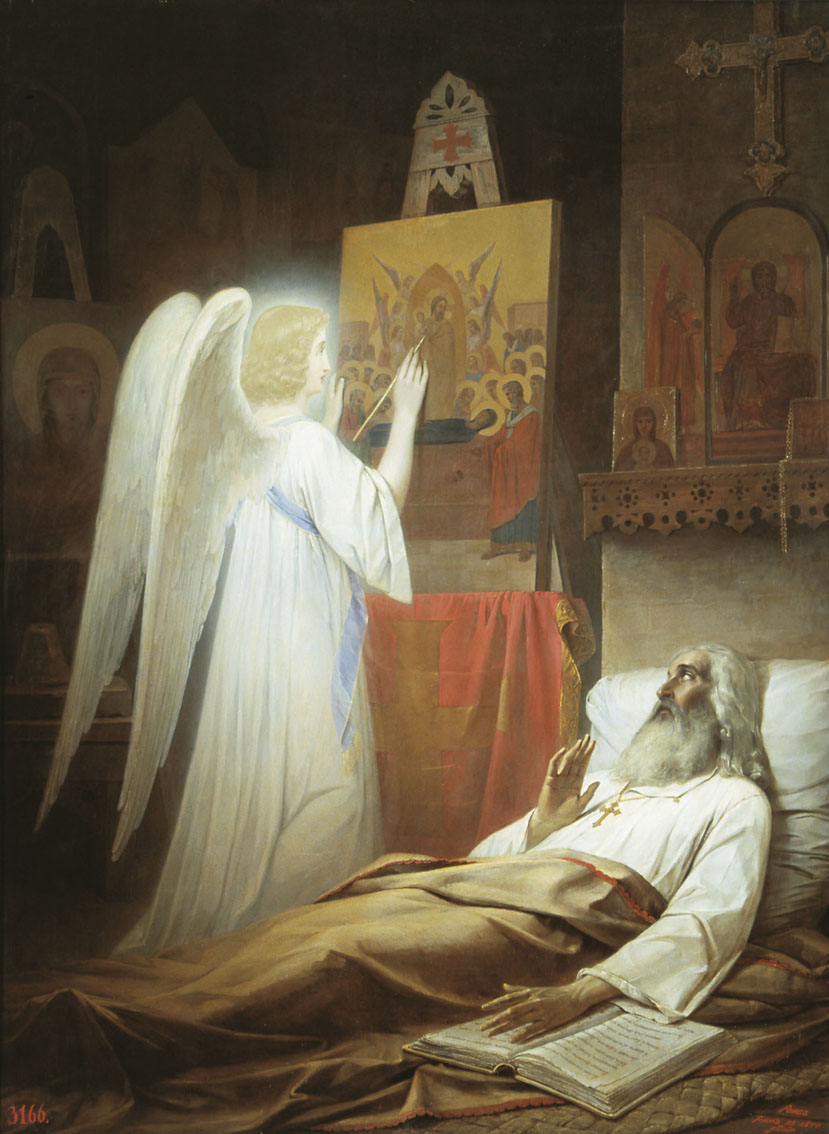
Vassili Raev « Le Révérend Alipi, peintre d'icône des grottes », dont un ange peint l'icône. 1848.
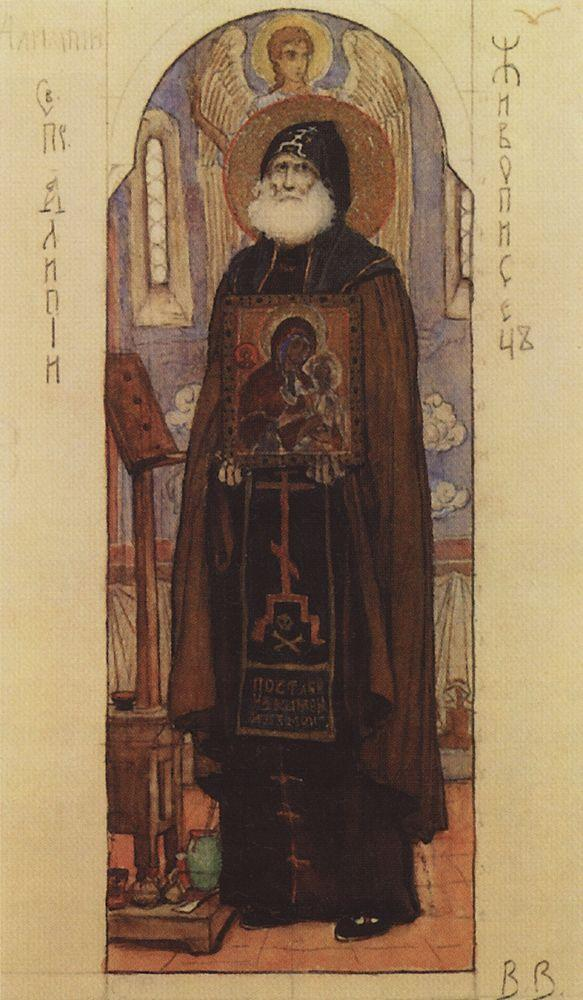
Victor Vasnetsov « Alipi le peintre d'icône ». 1885-1893.
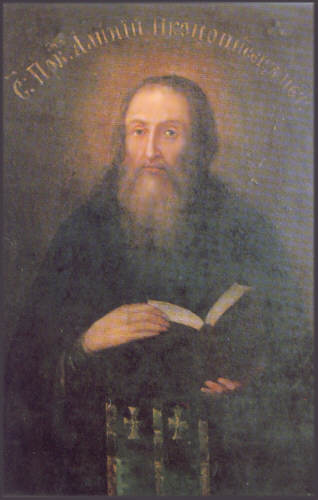
Alipi Petcherski peintre d'icônes. Laure de Kiev XIe siècle XIIe siècle.